# Neolindleya camtschatica
Neolindleya camtschatica (Cham.) Nevski  är en orkidéart.
Neolindleya camtschatica ingår i släktet Neolindleya och familjen orkidéer. 
Inga underarter finns listade i Catalogue of Life.

## Habitat
Chabarovsk kraj, Japan, Kamchatka, Korea, Kurilerna, Sachalin. 

## Bilder

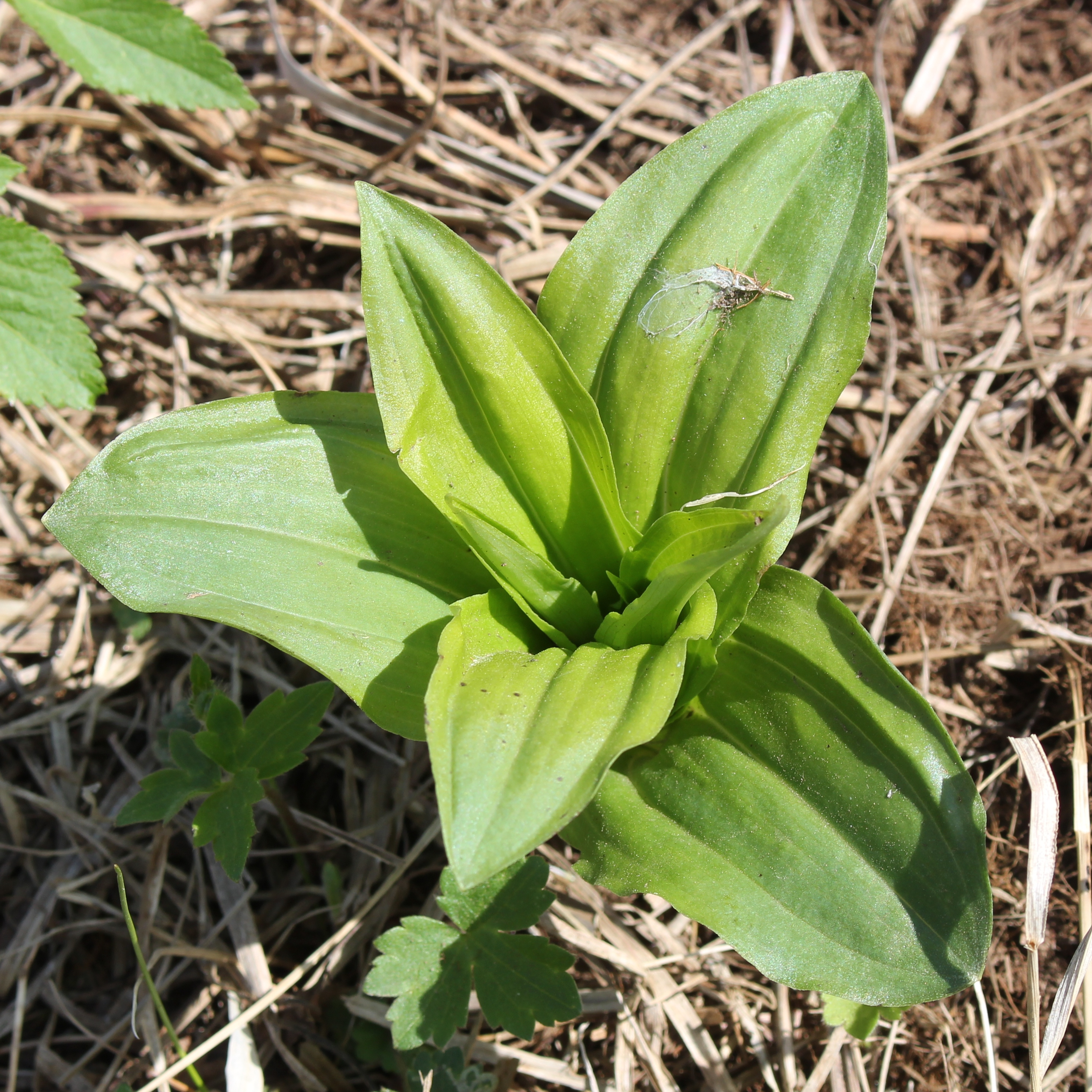
Bladrosett före blomningen
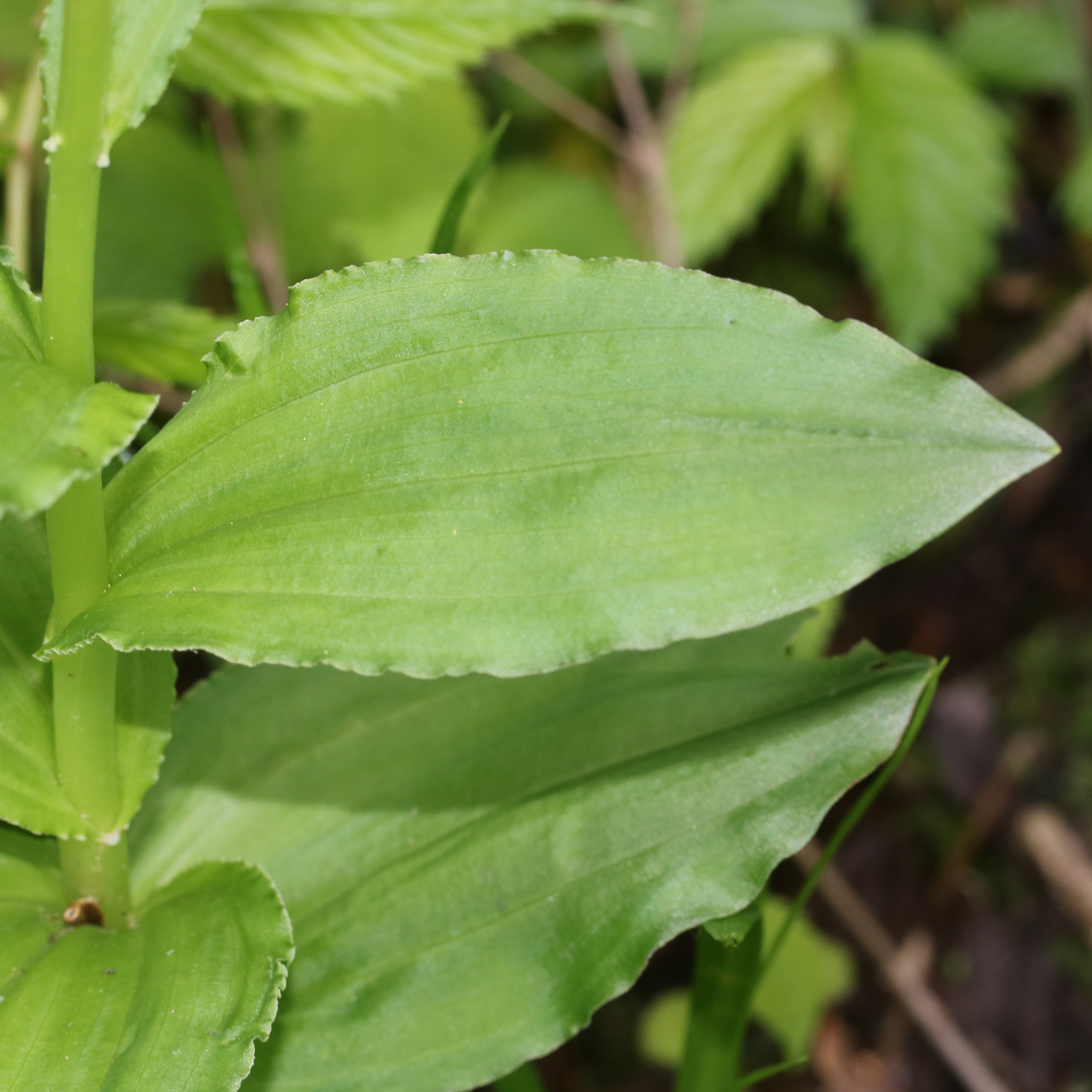
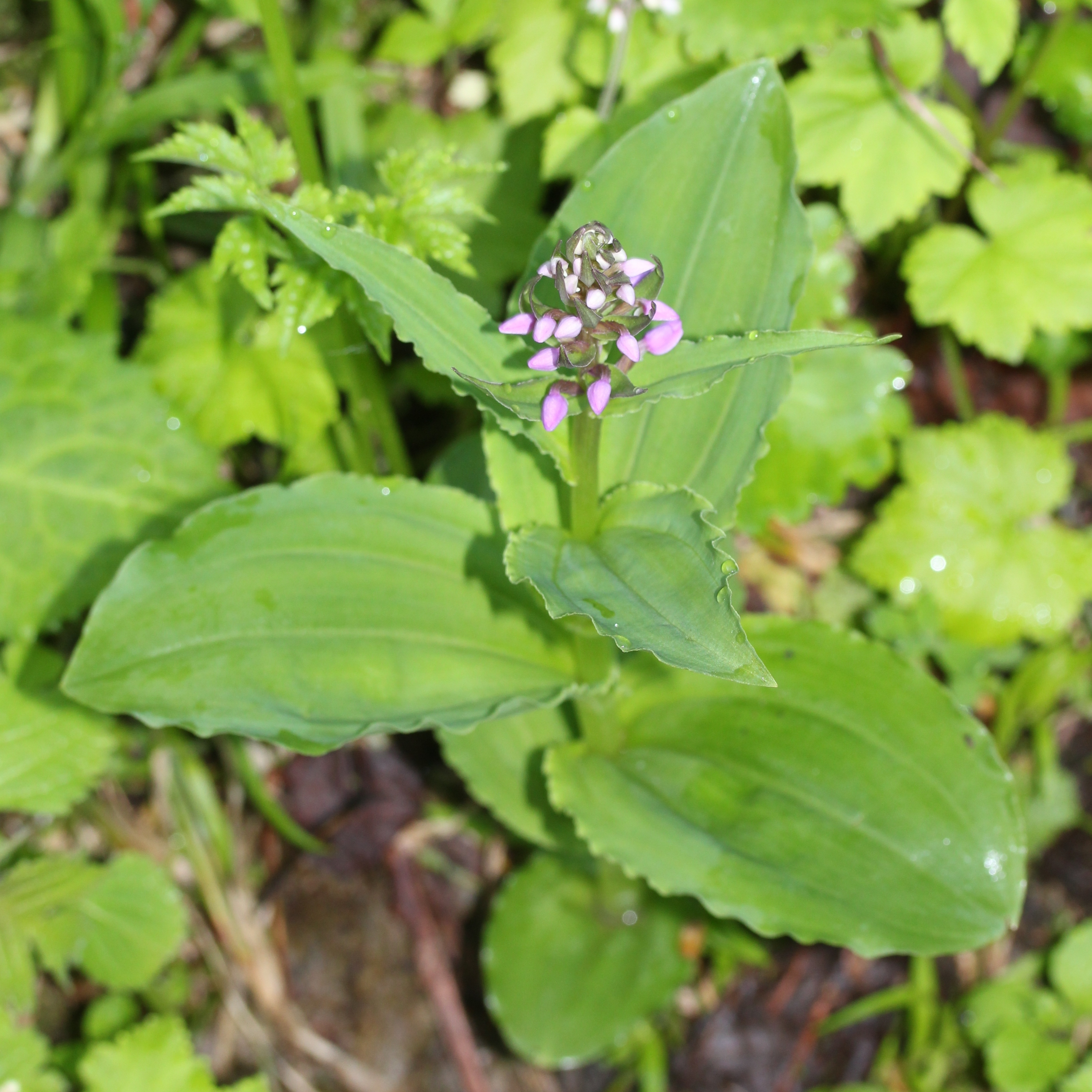
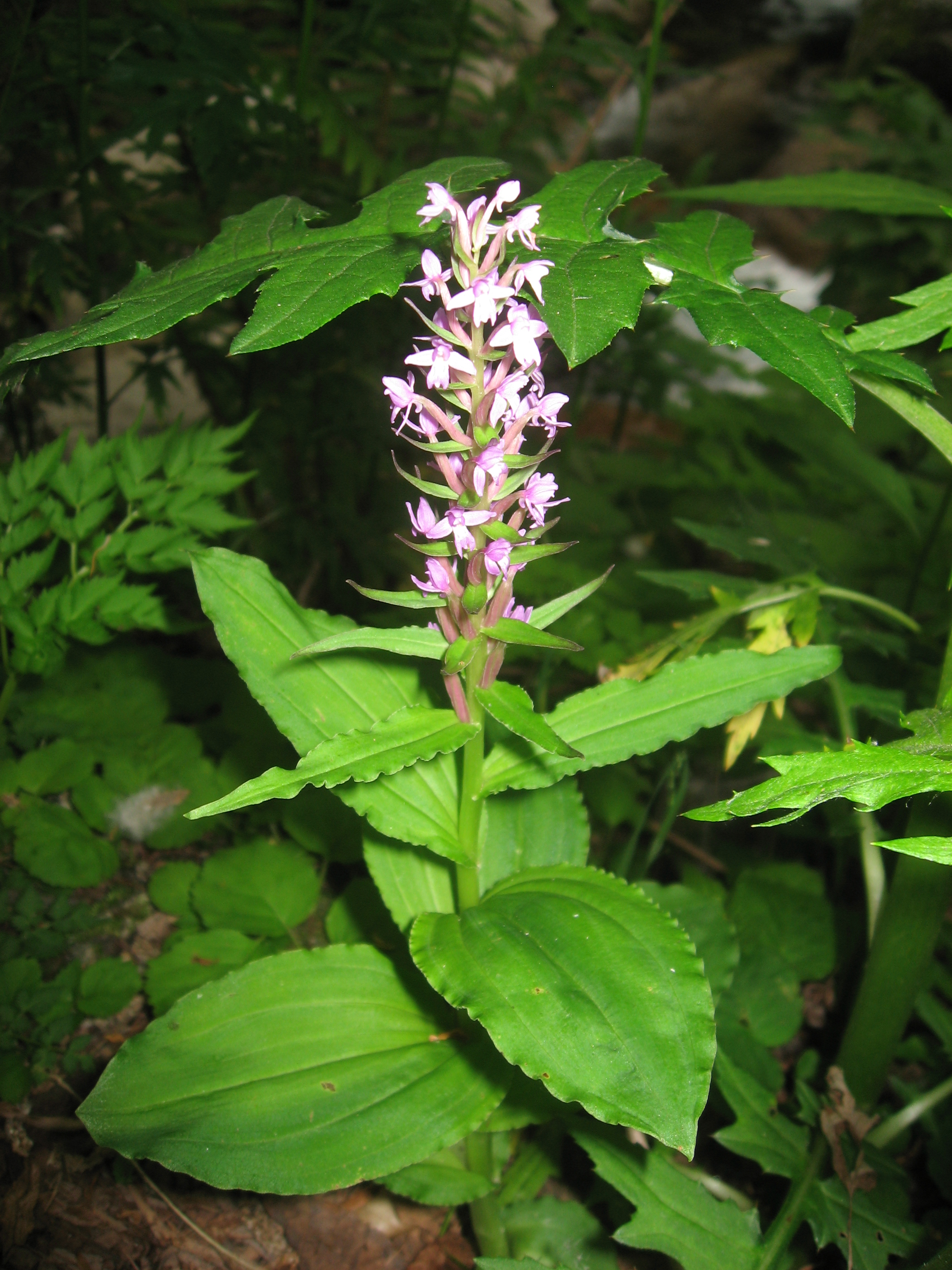
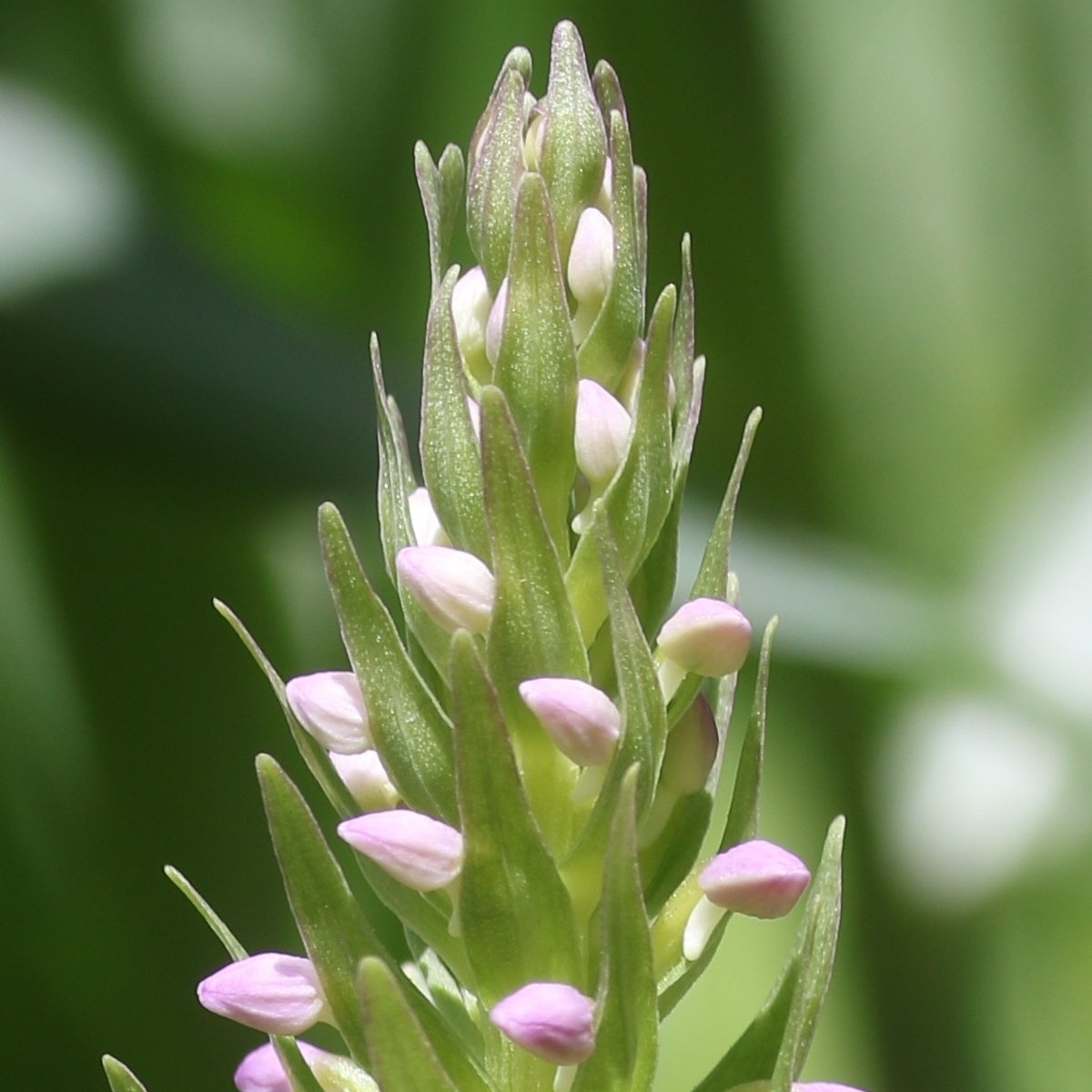
Blomknoppar
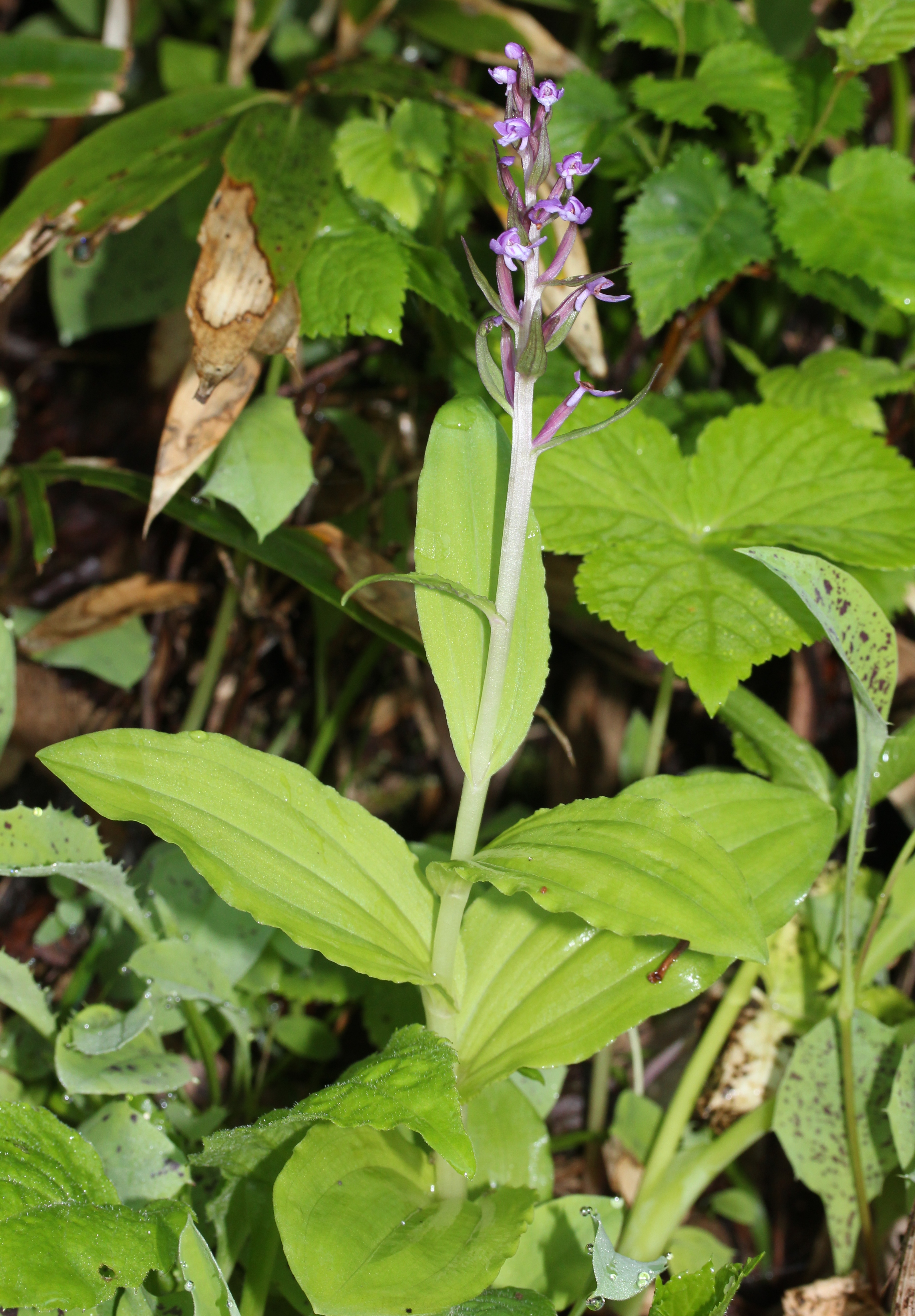
Nyutslagen blomma
Fullt utslagen blomma
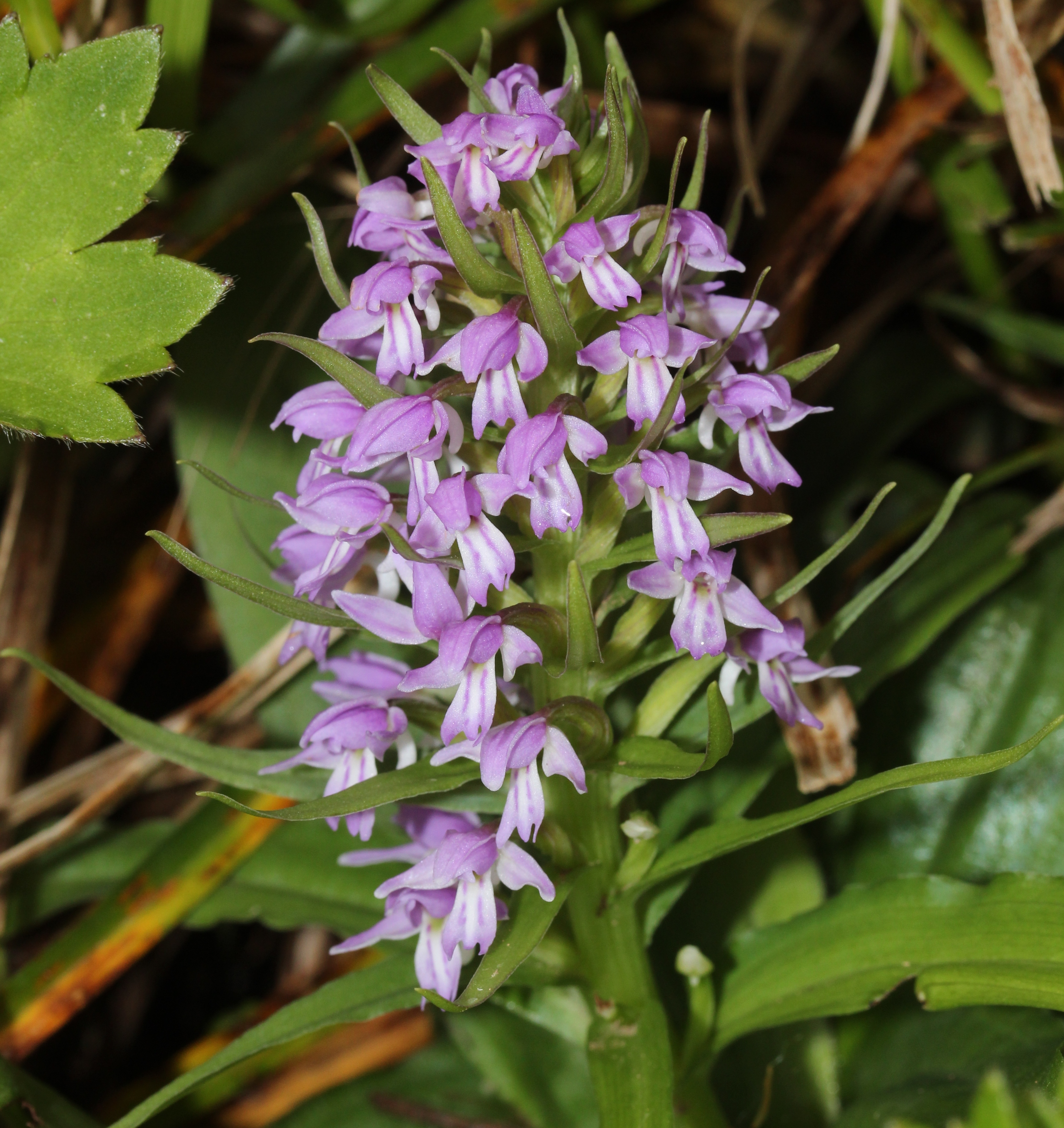
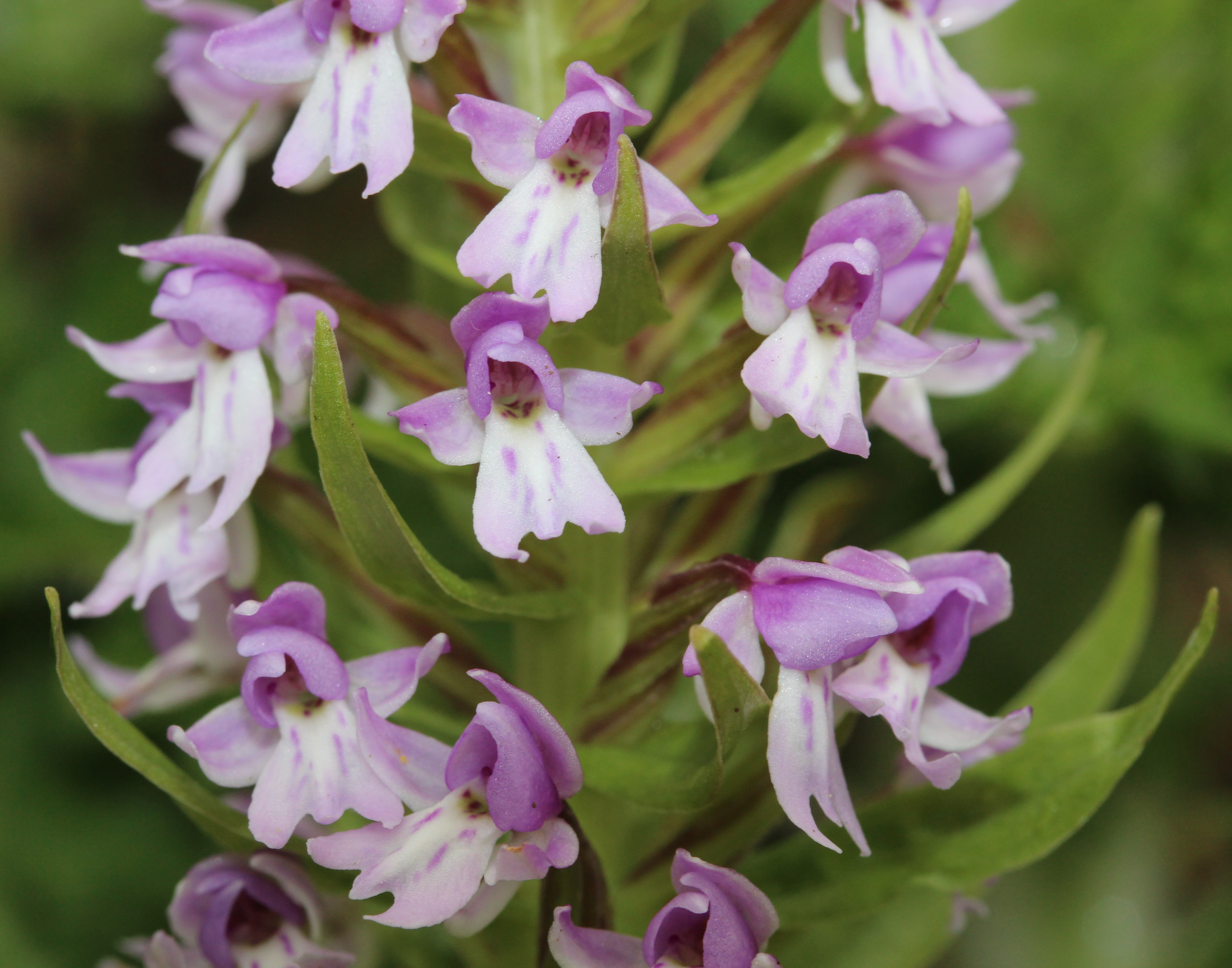
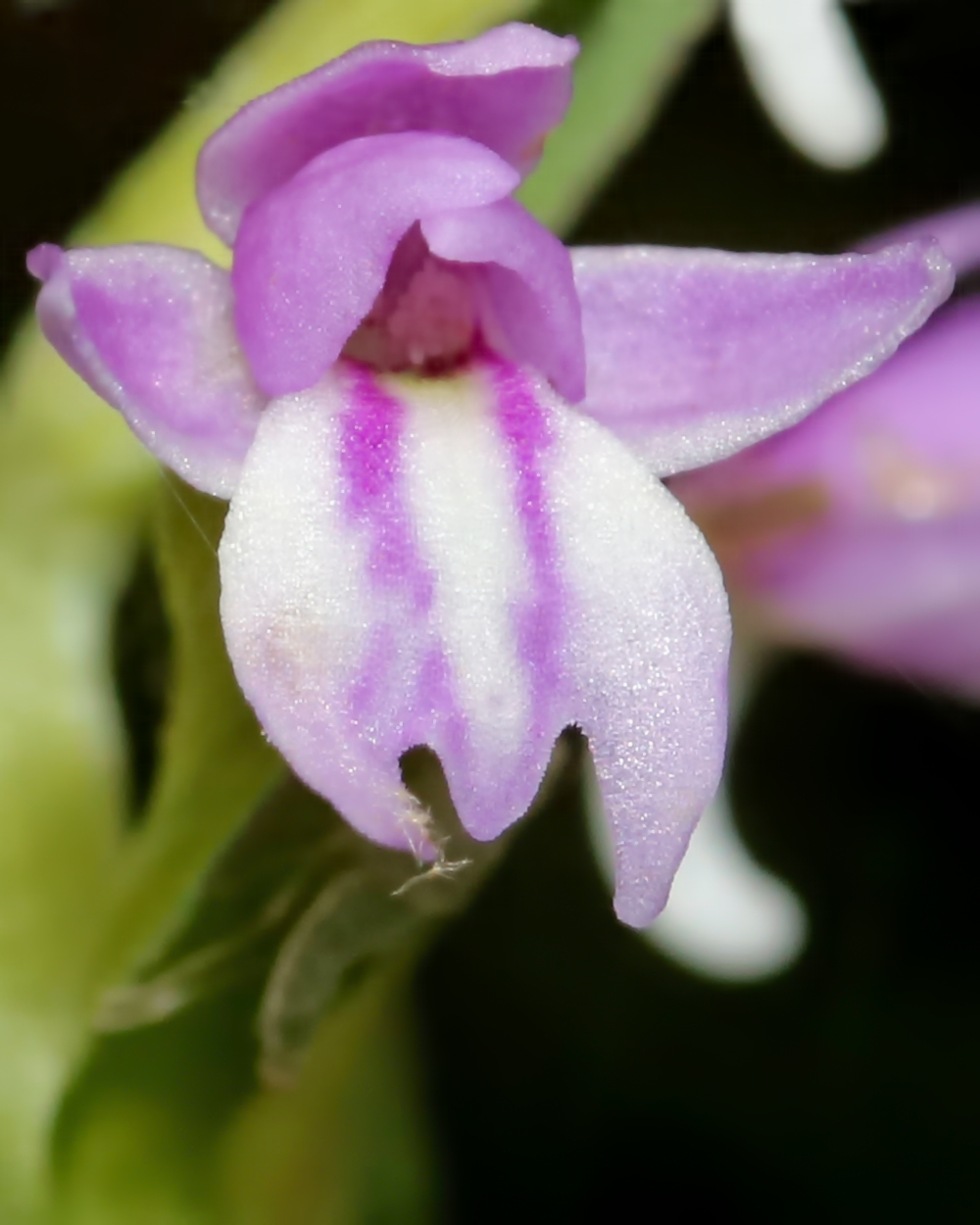
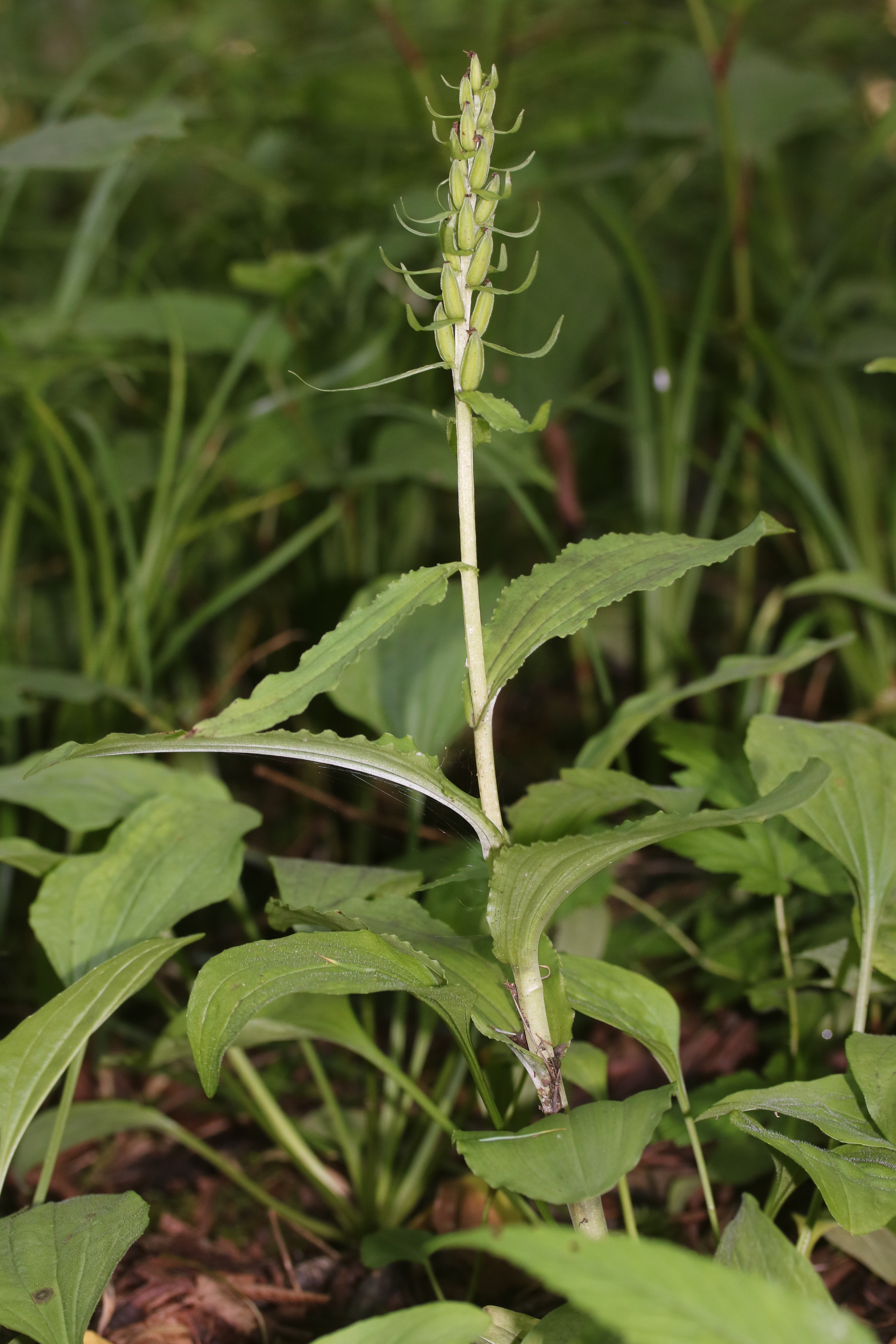
Frukter
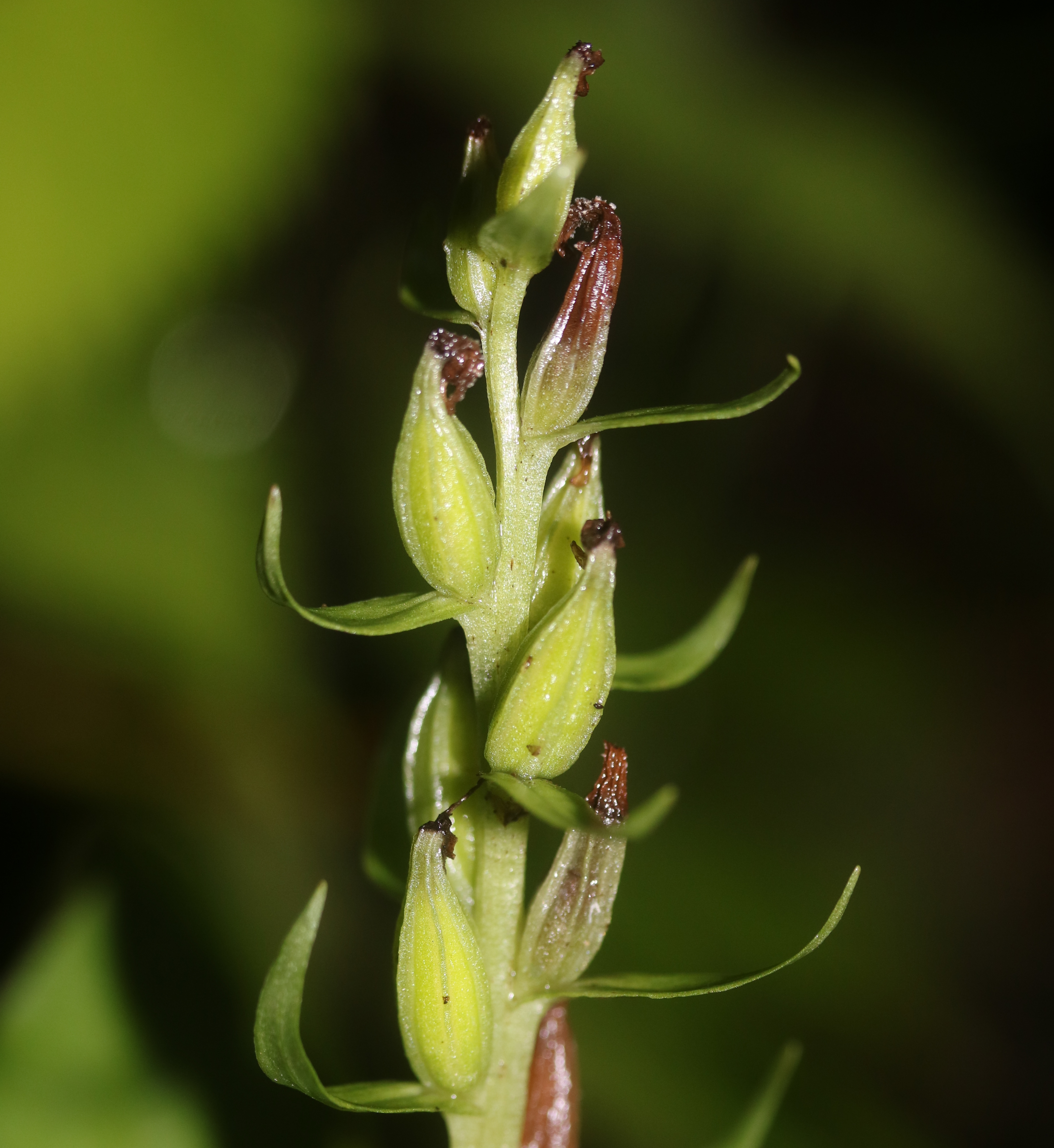